# Fred Elizalde
Federico "Fred" Elizalde (Manilla, 12 december 1907 – 16 januari 1979) was een Filipijnse jazz- pianist, componist, arrangeur, dirigent en bigband-leider.

## Biografie
Fred Elizalde werd geboren in de Filipijnse hoofdstad Manilla. Hij was een zoon van Carmen Dias Moreu en Don Joaquin J. Elizalde, een vermogende zakenman en suikerplantagehouder. Zijn bedrijf Elizalde & Co is de voorloper van het huidige Tanduay Distillers, Inc.. Fred bleek een muzikale jongen, toen hij vier was schreef hij al een menuet. Op zevenjarige leeftijd begon hij met zijn studie aan het Conservatorium van Madrid. Vanaf 1921 studeerde hij aan het St. Joseph's College in Londen en aansluitend rechten aan Stanford University in de Verenigde Staten. Hij had echter meer interesse in muziek en brak in 1926 zijn studie af.
Hij leidde de Stanford University Band terwijl hij ondertussen een studie componeren volgde. Ook werkte hij in 1926 met het Cinderella Rood Orchestra. Daarna keerde hij terug in Engeland waar hij een jaar rechten studeerde aan Cambridge University, terwijl hij ondertussen de Quinquaginta Band vormde. In de band speelden diverse bekende jazz-muzikanten uit Engeland en de Verenigde Staten zoals Norman Payne, Jack Jackson en Harry Hayes, en Chelsea Quealey, Bobby Davis, Fud Livingston, Adrian Rollini en Arthur Rollini. Met deze band speelde hij twee jaar lang in het Savoy Hotel in Londen en maakte hij enkele keren muziekopnamen. De band was erg succesvol en was invloedrijk binnen het genre van de jazzmuziek en stond in 1928 bovenaan de lijst van populairste bands van lezers van het muziekweekblad Melody Maker. Een jaar later ontbond hij het orkest.
Hij studeerde klassieke muziek in Spanje en in Frankrijk (bij Maurice Ravel). In 1932 en 1933 nam hij nog verschillende jazznummers op, meestal solo's. Bij de uitbraak van de Spaanse burgeroorlog in juli 1936 sloot Elizalde zich aan bij generaal Franco. Hij diende tot hij in 1939 gewond raakte en terugkeerde naar Manilla. Tijdens de Tweede Wereldoorlog ging hij weer naar Europa waar hij nieuwe composities schreef op zijn landgoed in de buurt van Bayonne in Frankrijk.
In 1948 keerde hij weer terug naar Manilla, waar hij weer dirigent werd van het Manila Symphony Orchestra. Ook richtte hij het Manila Little Symphony Orchestra op en werd hij president van nationale radio. Hij dirigeerde nog wel enkele malen in Japan en leidde het London Symphony Orchestra tijdens het Festival of Britain in 1951, maar was tot zijn pensionering in 1974 met name in de Filipijnen actief.
Naast zijn carrière in de muziek, was Elizalde ook actief in de schietsport. Hij was aanvoerder van het Filipijnse team dat enkele gouden medailles op de Aziatische Spelen in 1954 won.

## Privéleven
Federico Elizalde had drie broers en een zus. Zijn broer Joaquin M. Elizalde nam de zaken van zijn vader over en werd een belangrijke zakenman in de Filipijnen.

## Discografie
- Fred Elizalde and the Hollywood/Sunshine Bands, Timeless Records
- The Best of Fred Elizalde and His Anglo American Band, Retrieval Recordings